# Actia lata
Actia lata är en tvåvingeart som beskrevs av Malloch 1930. Actia lata ingår i släktet Actia och familjen parasitflugor. Inga underarter finns listade i Catalogue of Life.